# Departamento Tulumba

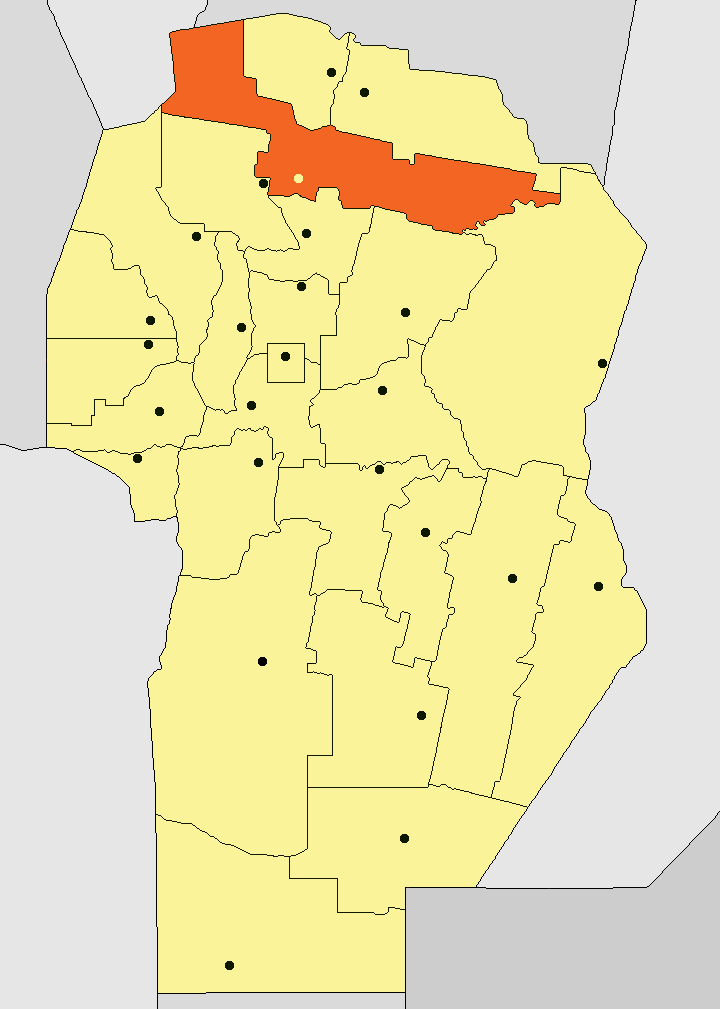
Lage des Departamento Tulumba in der Provinz Córdoba

Tulumba ist ein Departamento (Verwaltungsbezirk) im nördlichen Zentrum der zentralargentinischen Provinz Córdoba.
Insgesamt leben 14.134 Menschen auf 9737 km² dort, das entspricht ca. 1,5 Bewohnern pro km². Die Hauptstadt des Departamento ist Villa Tulumba, sie ist 143 km von der Provinzhauptstadt Córdoba entfernt.

## Städte und Dörfer
- Churqui Cañada
- El Rodeo
- Las Arrias
- Lucio V. Mansilla
- Rosario del Saladillo
- San José de La Dormida
- San José de Las Salinas
- San Pedro Norte
- Villa Tulumba[2]